# Laoag (Fluss)
Der Laoag (eng.: Laoag River) ist ein Fluss in der Provinz Ilocos Norte auf den Philippinen. Er entspringt im Gebirge der Cordillera Central in der Nähe der Gemeinde Banna. Der Fluss mündet in der Nähe der Großstadt Laoag City in das Südchinesische Meer. Der Abra hat eine Länge von 73 km und ein Wassereinzugsgebiet von 1.355 km². 
Ab seiner Quelle fließt der Laoag in nördliche Richtung für 30 km in einem engen Flusstal und vereinigt sich mit seinen wichtigsten Nebenflüssen. Diese sind die Flüsse Papa, Madongan, Solsona, Cura und Guisit. Nachdem er die Gemeinde Dingras passiert hat ändert der Laoag seine Fließrichtung von Nord auf Nordwest und strebt dem Südchinesischen Meer entgegen. An seiner Mündung teilt der Fluss sich in zwei Arme auf und formt so die Monroe-Insel.